# 茗溪学園中学校・高等学校
茗溪学園中学校・高等学校（めいけいがくえんちゅうがっこう・こうとうがっこう）は、茨城県つくば市稲荷前にある中高一貫校。正式名称は、「学校法人茗溪学園 茗溪学園中学校高等学校」。国際バカロレア認定校。学校の略称は茗溪。MG,AC,IBと三つのクラスが存在する。

## 概要
「Study-Skills」を合言葉に実践的な教育を行っている。経営母体は筑波大学の同窓会組織である茗渓会で、設置者である学校法人茗溪学園は茗渓会創立100周年を記念して設立された。理事長は2007年11月30日に就任した西野虎之介、校長は2021年4月1日に就任した宮﨑淳。

## アカデミアクラス(ACクラス)
「アカデミアクラス」は、2021年入学の中学1年生（46回生）よりスタート。
2021年度「ACクラス」の募集人数は2クラスとし、「MGクラス」（中学メインクラス）の4クラスと合わせて、6クラス構成となる。また、Gコース入試の生徒もACクラスの試験を受ける事により、ACクラスに入ることが可能。
この場合、アカデミアクラス所属Gコースの生徒は、英語の授業については、抜き出しの別クラスで受講する。
高校では2024年度から、46回生が高校1年生に進学するのと同時にACクラスが開設された。
中学3年間、MGクラスに所属していた生徒も、高校進学の際に選抜試験を受験し合格することで、高校ACクラスに入ることが出来る。高校IBクラス希望の生徒は、高校1年次から、AC、MGとは別のクラスに在籍する。
「知性＝遠回りする能力」という、小平邦彦 の逸話を基に、批判的思考力、創造的思考力、実装・実践力を伸ばすという指針を挙げている。

### 国語
難しく楽しいものこそ、真に学ぶ価値がある、という価値観を共有し、現代に蔓延るポピュリズムの波に立ち向かう、真のエリートを養成する。そのために、「大人の文章」の読み書きを身に付け、あらゆる分野を幅広く知り、その教養によって、さらにハイレベルで魅力的な読解や演習を行う能力を身に付け、「真に知的な何でも屋」を育てる。そして、それを共有し、批判して高め合う空間を創造していく。

### 数学
過去の偉大な数学者たちの功績を再発見するような流れで数学を学ぶことによって創造的思索を育成する。
既存の定理や理論（証明や問題解答）を論理的に厳密な視点で吟味することで批判的思索を育成する。
「見たことのない」かつ「考える価値のある問題（容易には解けない）」の解決を目指して、上の二つを往復し、論理を再構成することで実装・実践力を育成する。
数学の持つ「様々な現象（数学的現象、物理的現象、自然現象、経済現象、社会現象…）のメカニズムを翻訳する自然科学の基礎言語」（=他分野への応用・総合可能性）としての側面を理解し、様々な諸問題に数学的な視点で切り込める力を育てる（創造的思考力，実装・実践力）。

## グローバルコース
2015年度中学1年生より、「グローバルコース」を開設されたコースで、高い英語力を維持発展させることを希望する者、または高等学校での国際バカロレアディプロマプログラム（IBDP）に関心があり、そのDP取得に意欲のある者を対象としている。

このコースは通常の学級に在籍し、英語の時間に移動し別の授業を受けることになる。

### クラス
G1クラス・・・英検2級程度以上の英語力がある生徒対象

G2クラス・・・英検3級～準2級程度の英語力がある生徒対象

## クラブ活動等

### 運動部
- ラグビー部
- 剣道部
- テニス部
- 器械体操部
- バドミントン部
- サッカー部
- バスケットボール部
- バレーボール部
- 水泳部
- 柔道部
- 卓球部
- 軟式野球部
- ダンス部

### 文化部
- 科学部（化学班・地質班・生物班・無線工学班・物理班・天文班・数学班）
- 美術部
- 写真部
- 演劇部
- 書道部
- 吹奏楽部
- 室内楽部
- 文芸部(廃止)
- 合唱部
- ギター部
- 地歴部(事実上消滅)

### 研究会＆同好会
- 落語研究会
- 茶道同好会
- イラスト同好会
- ボランティア同好会（JRC同好会）
- コンピュータシステム研究会（CS研）

## 沿革
- 1977年（昭和52年）5月 - 一般社団法人茗渓会創立100周年記念事業として茗渓学園設立を決定
- 1979年（昭和54年）
  - 1月学校法人茗溪学園設立認可
  - 4月 - 学校法人茗渓学園設立、茗溪学園中学校・高等学校開校（当初は全寮制）
- 1988年（昭和63年） - 全国高等学校ラグビーフットボール大会で決勝まで進むも、昭和天皇崩御のため決勝戦（1989年〈昭和64年〉1月7日）が中止となった。そのため、大阪工業大学高等学校と共に両校優勝となった[4]（その後、2015年（平成27年）4月に当時のメンバーが花園ラグビー場に集まり、親善試合として対戦。19-64で敗戦となった）。
- 1990年（平成2年） - 10周年記念事業としてLL棟を増築。コンピューターを使った教育を開始
- 2009年（平成21年） - 20周年記念事業として第2体育館竣工
- 2011年（平成23年） - 2015年まで、スーパーサイエンスハイスクール（SSH）第1期指定
- 2012年（平成24年） - 2014年までコアSSHの指定を受ける
- 2013年（平成25年） - 第1グランドの人工芝化工事が完成
- 2016年（平成28年）7月 - 国際バカロレア（IB）認定
- 2017年（平成29年）4月 - 国際バカロレア（IB）認定コースであるIBDPコースを開設。旧テニスコート跡地に「Agora hall」（アゴラ棟）が完成。2021年までSSH第2期指定。軟式野球部が全国高等学校軟式野球選手権大会で初の決勝戦進出。決勝では中京学院大中京と1-0で敗退した。
- 2019年（令和元年）7月 - 筑波大学と「グローバル化促進に関する協定」を締結
- 2020年（令和2年）3月 - 「Scholar棟」（スコラ棟）が完成
- 2021年（令和3年）
  - 3月 - 成蹊大学と高大連携協定（教育、学生・生徒の相互交流等）を締結
  - ４月 - ACコース（アカデミアクラス）を開設。土曜日の授業が終了。午前3時間、午後3時間の体制となる。JRC同好会発足
  - 11月- 「公開教育シンポジウム2021」を開催。

## 特色
学校内では中学1年生を1年生、高校3年生を6年生と呼ぶ。通常のクラス呼称は「1B」（中学1年B組）や「5C」（高校2年C組）等となる。中学・高校両方の授業を受け持つ教員も多く、6年間持ち上がりで担任を続けることもある。

2020年度までは土曜日も授業を行う週6日制を導入していた。2021年度から土曜日は休業日となり、週5日制となった。
「人類ならびに世界に貢献しうる『国際的日本人』を育成すべく知・徳・体の調和した人格の形成を図り特に創造的思考力に富む人材をつくる」を建学の理念とし、独自の取り組みを数々実践している。
- 英語教育への取り組み

前章のグローバルコース参照
- 国際交流への取り組み

帰国子女や交換留学受け入れなど外国との交流に積極的に取り組み、長期休暇中には、数日間の交流企画も行なっている。中学3年時にはJICA筑波国際センターの協力の下、海外からの研修員との交流行事として「クロスカルチュラルトーク」を行っている。また高校2年次の海外研修では、現地高校を訪問する現地交流会が1日設定されている。UWCの2年間の留学を長期留学、その他の1年間の留学を短期留学と規定している。
- 個人課題研究

「高校生の卒業論文」ともいわれる高校2年次の必修科目。自らテーマを決定し、常勤の全教員の中からテーマに適した指導教員を選び、1年間かけて、調査、実験、フィールドワーク等を駆使して、レポートをまとめる。優秀な研究については、翌年度の文化祭で一般公開で発表を行うほか、学年全員が内容をレポート用紙数十枚から数百枚にまとめて提出する。また、レポートを要約した要旨集も作成され、当該学年全員に配布される。また選抜者は筑波大学で発表する。

## 年間行事
- 桐創祭（文化祭）
当日は首都圏新都市鉄道つくばエクスプレス研究学園駅とJRひたち野うしく駅よりシャトルバスが発着する。
- 北風祭（スポーツ大会）
男子はサッカー、女子はドッジボール。また男女共通の種目でバレーボールかバスケットボールを選択。雨天の場合、全員がドッジボールに参加する。[要出典] 中学と高校で男女共通の種目が異なる。中学ではバスケットボール、高校ではバレーボールが行われる。
- 校技大会
男子はラグビー、女子は剣道が校技として定められており、年度末の3月の春休み直前に行われる。いずれも学年ごとのクラスマッチで行われる。
- 里美キャンプ（中学1年）
旧里美村（現在の常陸太田市）の里美キャンプ場で3日間過ごす。東日本大震災後41回生までは里美ではなく、さしま少年自然の家でキャンプが行われていたが、その翌年から里美でのキャンプが再開された。
- 筑波山キャンプ（中学2年）
学校から土浦市の茨城県中央青年の家までの約20kmを、行きは徒歩で、帰りはバスで移動。周辺のキャンプ場で4日間過ごす。
- 研修旅行（タイ、沖縄）（中学3年）
2022年度以前までは広島、京都の国内研修だったが、2023年度から、話者の高齢化などを理由に、ACクラスはタイ（バンコク、カンチャナブリ）、MGクラスは沖縄に変更された。タイ研修旅行では、異文化交流をテーマに行われ，生徒は事前に異文化について学習し、研修中は現地の提携校の生徒と主に活動する．成田空港まで各自集合し、タイで6泊8日（ホームステイ1泊含む）、沖縄で3泊4日過ごす。
- ステップアップ研修（高校1年）

宿泊行事。37回生まで行われていた臨海訓練が安全上の配慮により廃止されたため、39回生から開始された。20kmウォークの後、ホテルに缶詰で1日10時間以上の自習と学び合いを行う。最終日には進研模試の過去問を解き実力チェックを行っていたが、41回生以降は行われていない。39回生は猪苗代湖、40回生と41回生は潮来で実施されたが、保護者からは賛否両論である。
- 海外研修（高校2年）
研修先は、台湾→イギリス（2006年度まで。昨今のロンドン市内に於けるテロやポンド高の影響もあり変更）を経て、2007年度以降はオーストラリア。
2004年度にホームステイが行われたが、2005年度・2006年度はテロなどの影響でこのプログラムが中止となり、その代わりに、オックスフォード、ケンブリッジ、カンタベリー、ストラトフォード・アポン・エイヴォンの郊外研修が行われた。また、行先がオーストラリアに変更になった為、このプログラムが復活した。
2021年度は新型コロナウイルスによって中止。2022年度は常陸国研修という形で、日帰りで研修が行われていた。2023年度からは、シンガポールが研修先として選ばれている。
- 短期入寮（中学1年・3年、高校2年）
茗溪学園独自の行事。
- 突寒ラグビー・寒稽古（高校2年）
毎年2月上旬、高校2年の短期入寮にあわせて行われ、短期入寮生・寮生・ラグビー部員・剣道部員が参加する。入寮生は午前5時に起床し、5時半から約一時間、男子はグラウンドでラグビー、女子及び剣道部員は体育館で剣道をする。剣道では筑波大剣道部の協力の下、非常にハイレベルな練習が行われている。この練習を経験した高校2年の女子生徒は、3月の校技大会に於いて他学年とは一線を画した実力を発揮することとなる。また、寒稽古中でも日中の授業は通常通り行われ、放課後の練習を実施する部活も多い。

## 出版物
- 出る杭を伸ばせ―教育実験校「茗渓学園」プロジェクト（新潮社）
- ぼくらのコーラス・レシピ　うたいたいうたをうたいたい　（ドレミ楽譜出版社）
- 君たちは数学で何を学ぶべきか（日本評論社）

## 著名な出身者
- 森武俊（工学者）
- 星出彰彦（宇宙飛行士）
- 大高未貴（ジャーナリスト／ルポライター／キャスター）
- アンディ先生（マジシャン）
- 岩崎夏海（放送作家）
- 宅香菜子（心理学者）
- 蛯原哲（日本テレビアナウンサー）
- 辻高志（元ラグビー日本代表）
- 川崎純平（株式会社ライトオン元代表取締役社長）
- LiLy（コラムニスト／作家）
- 谷口到（ラグビー日本代表）
- 今野達朗（7人制ラグビー日本代表）
- 鈴木美貴子（NHK英語アナウンサー）
- 久保田沙耶（現代美術家）
- 横山明日希（著作家／数学者）
- 久野遥子（アニメーション作家）
- 上原哲（ラグビー選手）
- 大越元気（ラグビー選手）
- 大芝優泰（ラグビー選手）
- 鈴木啓太（ラグビー選手）
- 丸山尚城（ラグビー選手）
- 福田健太（ラグビー選手）
- 植村陽彦（ラグビー選手）
- 青山まり（ブラジャー研究家）
- 堀越葉月 （NHKアナウンサー）
- 濱野大輝（声優）
- 雅耀（宝塚歌劇団月組男役）

## アクセス
- 鉄道・路線バス
  - 首都圏新都市鉄道つくばエクスプレス（TX）つくば駅（つくばセンター）から学園南循環バスに乗車、「茗溪学園」下車。
  - JR常磐線ひたち野うしく駅からつくばセンター行き・筑波大学中央行き・筑波大学病院行きのバスに乗車、「環境研究所」下車、徒歩約5分。
  - 首都圏新都市鉄道つくばエクスプレスみどりの駅、関東鉄道常総線水海道駅から土浦駅行きのバスに乗車、「気象台」下車、徒歩約5分。

- スクールバス
  - 研究学園駅直通（ひたち野うしく駅方面に比べ本数も少ない上、対応が非常に悪く、首都圏新都市鉄道つくばエクスプレス（TX）つくば駅から自転車通学に買える人があとを絶たない）
  - ひたち野うしく駅直通
  - 荒川沖南直通
  - 守谷・水海道方面 －谷田部保健センター前 ・水海道駅前・絹の台（桜公園前）・松前台（セイムス前）・松前台（旧川又書店前）・松ケ丘
  - 戸頭・板橋方面 － 緑が丘団地・板橋・福田・谷井田・みずき野・戸頭団地(現在は守谷方面へ併合)
  - 茎崎方面 － 桜が丘団地・森の里・上岩崎・自由ケ丘・城中(現在は江戸崎方面へ向かう)
  - 石下・東光台方面 － 東光台二丁目・豊里支所前・上郷消防署前・石下駅前・石下公民館前
  - 下館・北条方面 － 西大通り入口・筑波高校前・筑波消防分署前・真壁入口・下館駅